# Менди, Паскаль
Паска́ль Менди́ (фр. Pascal Mendy; 11 января 1979, Дакар, Сенегал) — сенегальский футболист, защитник. Выступал за национальную сборную Сенегала.

## Биография
Паскаль родился 11 января 1979 года в столице Сенегала Дакаре. Его мать, кроме него воспитывала ещё двоих сестёр. Менди занимался футболом в детской школе клуба «Диараф». В детстве болел за клуб «Пари Сен-Жермен».
Мать Паскаля была против того, что бы он играл в футбол. Были случаи, когда Менди приходил с тренировок, а мать не давала ему еды и запрещала пользоваться душем. Так как его дядя являлся начальником автомастерской он туда трудоустроился. Зарабатывал он там мало — 200 франков в день. Паскаля не устраивала эта работа и после одного прогула к нему домой пришёл хозяин автомастерской и избил его. После этого, по его просьбе к матери пришёл тренер юношеской команды и убедил её в продолжении занятий футболом Менди.

### Клубная карьера
Выступать за главную команду «Диараф» ему не давали, а в юношеской команде не платили заработную плату. Поэтому он перешёл в команду «Интер» из Третьей лиги Сенегала. В 1999 году Менди стал игроком клуба «Жанна д'Арк», где ему стали платить стабильную зарплату. В 2002 году он вместе с командой стал чемпионом Сенегала.
Агент Паскаля устроил ему двухнедельную стажировку в клубе «Пари Сен-Жермен», однако команде он не подошёл. В начале 2003 года прибыл на просмотр в московское «Динамо», которое проводило сборы в Турции. Главным тренером в команде являлся Виктор Прокопенко. На просмотр он попал по рекомендации Ассана Н'Дье. В итоге Менди заключил контракт на пять лет. Дебютировал 12 апреля 2003 года в матче с московским ЦСКА (2:3). Весной 2003 года Паскаль был избит около своего дома, нападавшие отобрали у него сумку с формой «Динамо». Вследствие этого эпизода некоторое время Менди передвигался по Москве в сопровождении телохранителя, предоставленного клубом.
30 июня 2003 года играл за сборную легионеров чемпионата России. Всего за «Динамо» сыграл 50 матчей, единственный мяч забил «Шиннику» (тот матч «Динамо» проиграло со счетом 2:1).
В 2006 году руководство «Динамо» выставило Менди на трансфер и он подписал контракт с шотландским клубом «Харт оф Мидлотиан». Вместе с командой тренировался на протяжении двух недель. Однако в клубе не смог остаться из-за проблем с разрешением на работу, а так как президент «Хартса» Владимир Романов одновременно владел и литовским «Каунасом» Менди перешёл туда в начале 2007 года. 17 мая 2008 года во время финала Кубка Литвы против «Ветры» (2:1), главный тренер Андрей Зыгмантович поставил его на позицию центрального полузащитника. В итоге команда выиграла Кубок, а Паскаля наградили призом как лучшему игроку финала. В составе «Каунаса» провёл 9 матчей в еврокубках.
В конце мая 2010 года заключил соглашение с минским клубом «Партизан». Сезон 2011 года на правах аренды провёл в брестском «Динамо», клубе чемпионата Белоруссии. Сезон 2012 года начал в жодинском «Торпедо-БелАЗ», отыграв в котором 2 сезона, покинул клуб.
В октябре 2014 года перешёл в команду «Мбур», которая выступает в чемпионате Сенегала.

### Карьера в сборной
С 2006 года по 2008 год выступал за национальную сборную Сенегала, где провёл 10 матчей.

## Стиль игры
Выступал на позиции левого защитника, позже играл как центральный полузащитник. Отбирал мяч прыжком двумя ногами вперёд.

## Достижения
- Чемпион Сенегала (1): 2002
- Чемпион Литвы (1): 2007
- Серебряный призёр чемпионата Литвы (1): 2008
- Обладатель Кубка Литвы (1): 2008

## Личная жизнь
Паскаль увлекается музыкой, слушает Ритм-н-блюз и Хип-хоп.